# Tipula collaris
Tipula collaris är en tvåvingeart som beskrevs av Thomas Say 1823. Tipula collaris ingår i släktet Tipula och familjen storharkrankar. Inga underarter finns listade i Catalogue of Life.